# Кузьниця (гміна Зелюв)
Кузьниця (пол. Kuźnica) — село в Польщі, у гміні Зелюв Белхатовського повіту Лодзинського воєводства.
У 1975-1998 роках село належало до Пйотрковського воєводства.